# Oh Eun-young
Oh Eun-young (8 luglio 1985) è una modella sudcoreana, eletta Miss Mondo Corea 2005.
Ha rappresentato la Corea a Miss Mondo 2005, riuscendo a classificarsi fra le prime sei finaliste. ed ottenendo la fascia di Miss Mondo Asia Pacific, in precedenza conosciuta come "Regina di Asia ed Oceania."
Oh Eun-young ha inoltre vinto il titolo di Beauty With A Purpose, battendo la favorita alla vittoria del titolo, Carlene Aguilar delle Filippine. In seguito all'esperienza nei concorsi di bellezza, Oh Eun-young è ritornata in Corea ed ha apparentemente abbandonato il mondo della moda e dello spettacolo.